# 1957年イギリスグランプリ
1957年イギリスグランプリ (1957 British Grand Prix) は、1957年のF1世界選手権第5戦として、1957年7月20日にエイントリー・モーターレーシング・サーキットで開催された。
当レースには「ヨーロッパグランプリ」の冠がかけられた。

## レース概要

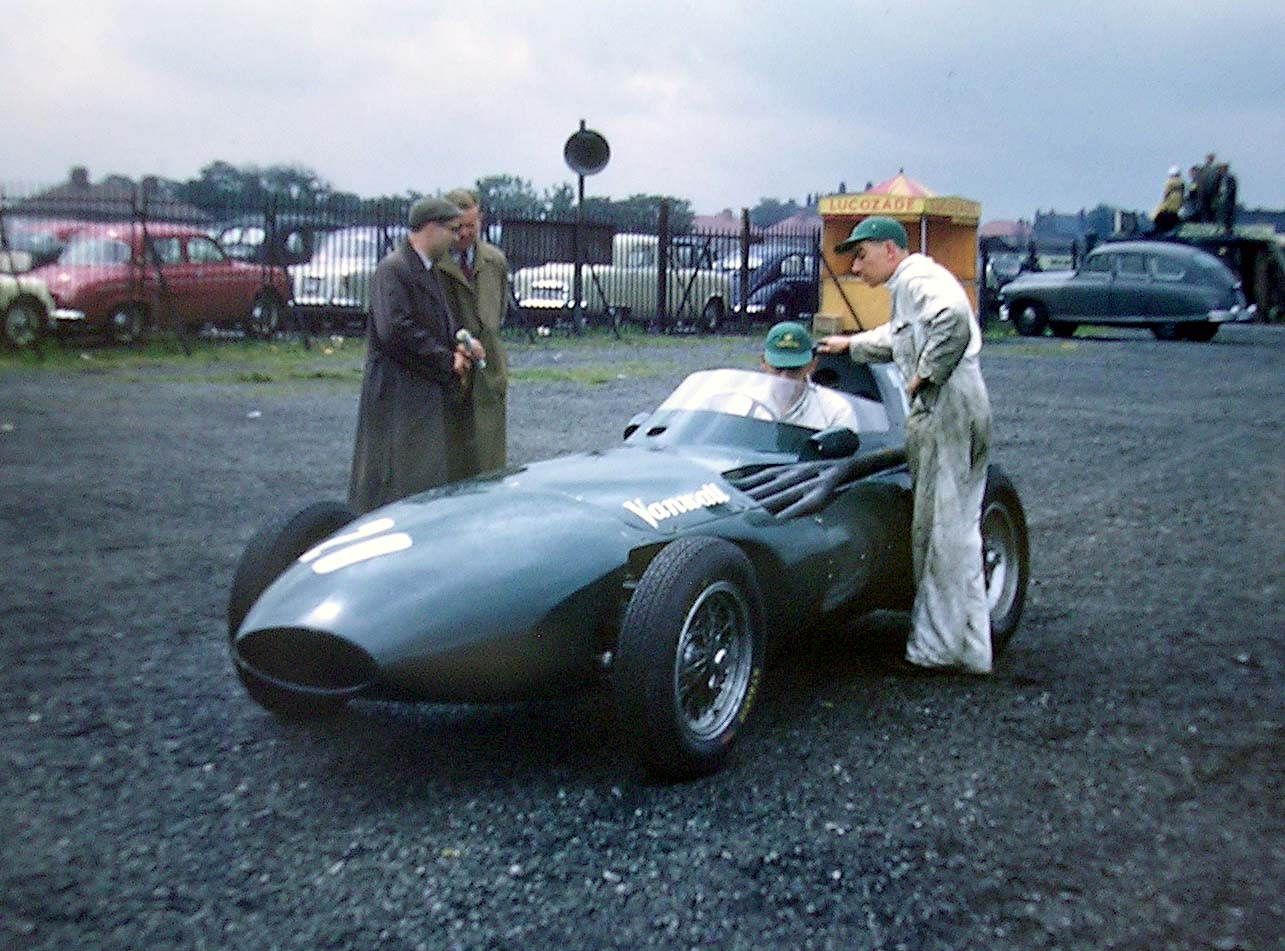
トニー・ブルックスとスターリング・モスのドライブでヴァンウォールが初優勝を達成した（スタート前のVW5）

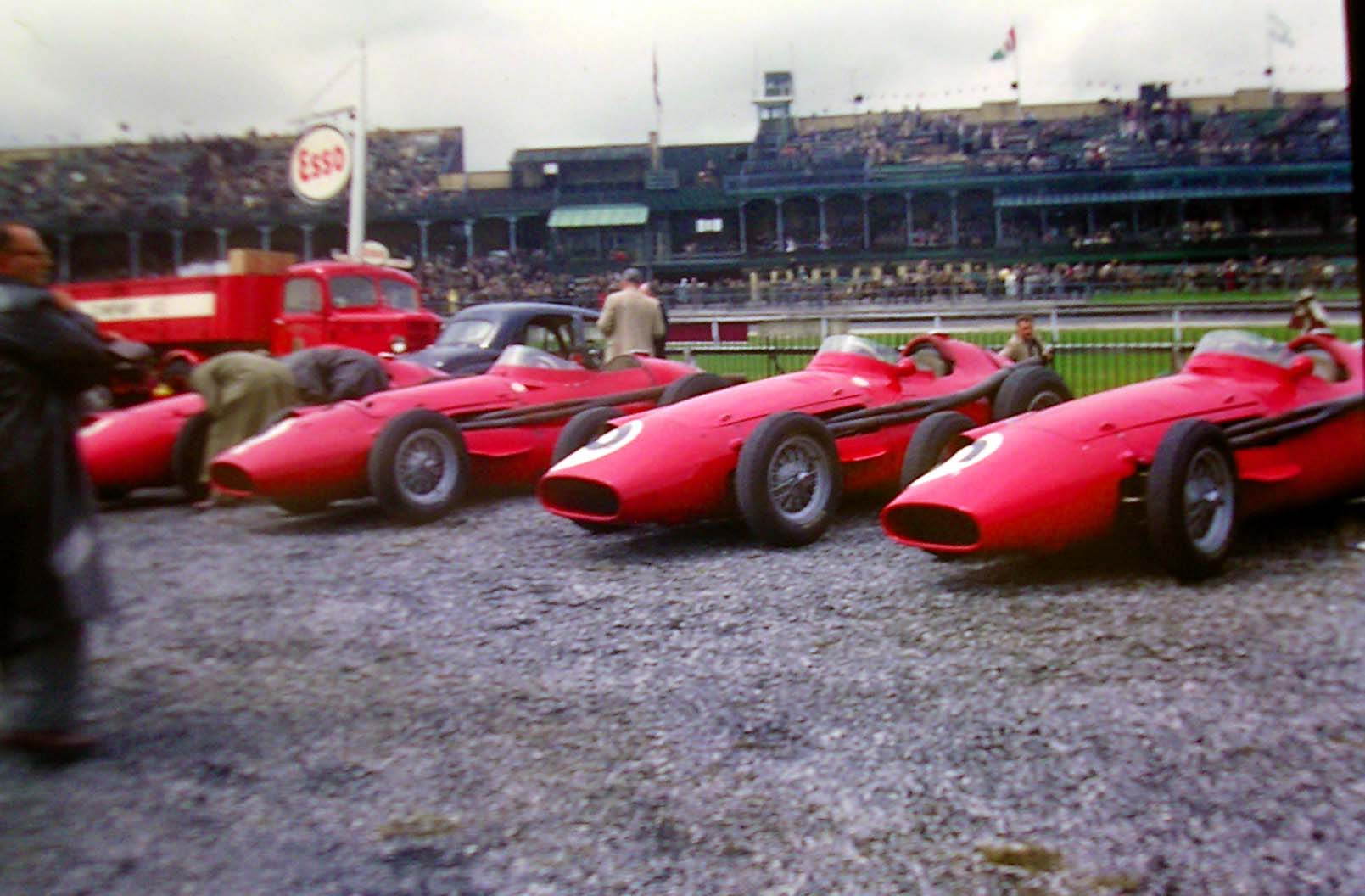
マセラティのワークス勢は全車リタイアに終わった（250F）

トニー・ブルックスとスターリング・モスが車両を共有して母国レースを制した。ブルックスとヴァンウォール、そしてイギリス車にとっても初の快挙となった。車両を共有して優勝したのは前年のアルゼンチンGP（ルイジ・ムッソとファン・マヌエル・ファンジオ）以来3回目で、かつ最後となった。
レース序盤はモスがリードしたが、イグニッションの不調でピットインするとジャン・ベーラがトップに立つ。ヴァンウォールはル・マン24時間レースの怪我が完治していないブルックスをピットインさせ、モスと交代して9位から追い上げにかかる。70周目に首位のベーラがクラッチを壊してリタイアするとモスが首位を奪い返し、そのまま優勝した。イギリスGPでイギリス人がイギリスのマシンに乗って優勝という快挙にヴァンウォールのチーム代表トニー・ヴァンダーヴェルをはじめ、サーキットに訪れた大観衆はユニオンジャックの国旗を振って熱狂した。

## エントリーリスト
| No.     | ドライバー                       | エントラント                               | コンストラクター | シャシー | エンジン                   | タイヤ |
| ------- | -------------------------------- | ------------------------------------------ | ---------------- | -------- | -------------------------- | ------ |
| 2       | ファン・マヌエル・ファンジオ     | オフィシーネ・アルフィエリ・マセラティ     | マセラティ       | 250F     | マセラティ 250F1 2.5L L6   | P      |
| 4       | ジャン・ベーラ                   | オフィシーネ・アルフィエリ・マセラティ     | マセラティ       | 250F     | マセラティ 250F1 2.5L L6   | P      |
| 6       | ハリー・シェル                   | オフィシーネ・アルフィエリ・マセラティ     | マセラティ       | 250F     | マセラティ 250F1 2.5L L6   | P      |
| 8       | カルロス・メンディテギー         | オフィシーネ・アルフィエリ・マセラティ     | マセラティ       | 250F     | マセラティ 250F1 2.5L L6   | P      |
| 10      | マイク・ホーソーン               | スクーデリア・フェラーリ                   | フェラーリ       | 801      | フェラーリ DS50 2.5L V8    | E      |
| 12      | ピーター・コリンズ               | スクーデリア・フェラーリ                   | フェラーリ       | 801      | フェラーリ DS50 2.5L V8    | E      |
| 14      | ルイジ・ムッソ                   | スクーデリア・フェラーリ                   | フェラーリ       | 801      | フェラーリ DS50 2.5L V8    | E      |
| 16      | モーリス・トランティニアン       | スクーデリア・フェラーリ                   | フェラーリ       | 801      | フェラーリ DS50 2.5L V8    | E      |
| 18      | スターリング・モス               | ヴァンダーヴェル・プロダクツ・リミテッド   | ヴァンウォール   | VW5      | ヴァンウォール 254 2.5L L4 | P      |
| 20      | トニー・ブルックス               | ヴァンダーヴェル・プロダクツ・リミテッド   | ヴァンウォール   | VW5      | ヴァンウォール 254 2.5L L4 | P      |
| 22      | スチュアート・ルイス＝エヴァンズ | ヴァンダーヴェル・プロダクツ・リミテッド   | ヴァンウォール   | VW5      | ヴァンウォール 254 2.5L L4 | P      |
| 24      | ジャック・フェアーマン           | オーウェン・レーシング・オーガニゼーション | BRM              | P25      | BRM P25 2.5L L4            | D      |
| 26      | レス・レストン                   | オーウェン・レーシング・オーガニゼーション | BRM              | P25      | BRM P25 2.5L L4            | D      |
| 28      | ヨアキム・ボニエ                 | ヨアキム・ボニエ                           | マセラティ       | 250F     | マセラティ 250F1 2.5L L6   | P      |
| 30      | ホレース・グールド               | H.H. グールド                              | マセラティ       | 250F     | マセラティ 250F1 2.5L L6   | D      |
| 32      | アイヴァー・ビューブ             | ギルビー・エンジニアリング                 | マセラティ       | 250F     | マセラティ 250F1 2.5L L6   | D      |
| 34      | ジャック・ブラバム               | クーパー・カー・カンパニー                 | クーパー         | T43      | クライマックス FPF 2.0L L4 | D      |
| 36      | ロイ・サルヴァドーリ             | クーパー・カー・カンパニー                 | クーパー         | T43      | クライマックス FPF 2.0L L4 | D      |
| 38      | ボブ・ジェラード                 | ボブ・ジェラード                           | クーパー         | T44      | ブリストル BS2 2.2L L6     | D      |
| ソース: |                                  |                                            |                  |          |                            |        |

## 結果

### 予選
| 順位    | No. | ドライバー                       | コンストラクター        | タイム | 差     |
| ------- | --- | -------------------------------- | ----------------------- | ------ | ------ |
| 1       | 18  | スターリング・モス               | ヴァンウォール          | 2:00.2 | —      |
| 2       | 4   | ジャン・ベーラ                   | マセラティ              | 2:00.4 | + 0.2  |
| 3       | 20  | トニー・ブルックス               | ヴァンウォール          | 2:00.4 | + 0.2  |
| 4       | 2   | ファン・マヌエル・ファンジオ     | マセラティ              | 2:00.6 | + 0.4  |
| 5       | 10  | マイク・ホーソーン               | フェラーリ              | 2:01.2 | + 1.0  |
| 6       | 22  | スチュアート・ルイス＝エヴァンズ | ヴァンウォール          | 2:01.2 | + 1.0  |
| 7       | 6   | ハリー・シェル                   | マセラティ              | 2:01.4 | + 1.2  |
| 8       | 12  | ピーター・コリンズ               | フェラーリ              | 2:01.8 | + 1.6  |
| 9       | 16  | モーリス・トランティニアン       | フェラーリ              | 2:03.2 | + 3.0  |
| 10      | 14  | ルイジ・ムッソ                   | フェラーリ              | 2:03.4 | + 3.2  |
| 11      | 8   | カルロス・メンディテギー         | マセラティ              | 2:05.4 | + 5.2  |
| 12      | 26  | レス・レストン                   | BRM                     | 2:05.6 | + 5.4  |
| 13      | 34  | ジャック・ブラバム               | クーパー-クライマックス | 2:07.0 | + 6.8  |
| 14      | 36  | ロイ・サルヴァドーリ             | クーパー-クライマックス | 2:07.0 | + 6.8  |
| 15      | 30  | ホレース・グールド               | マセラティ              | 2:07.4 | + 7.2  |
| 16      | 24  | ジャック・フェアーマン           | BRM                     | 2:08.6 | + 8.4  |
| 17      | 28  | ヨアキム・ボニエ                 | マセラティ              | 2:12.6 | + 12.4 |
| 18      | 38  | ボブ・ジェラード                 | クーパー-ブリストル     | 2:12.6 | + 12.4 |
| 19      | 32  | アイヴァー・ビューブ             | マセラティ              | 2:15.4 | + 15.2 |
| ソース: |     |                                  |                         |        |        |

### 決勝
| 順位    | No. | ドライバー                                    | コンストラクター        | 周回数 | タイム/リタイア原因 | グリッド | ポイント |
| ------- | --- | --------------------------------------------- | ----------------------- | ------ | ------------------- | -------- | -------- |
| 1       | 20  | トニー・ブルックス スターリング・モス         | ヴァンウォール          | 90     | 3:06:37.8           | 3        | 4 5 1    |
| 2       | 14  | ルイジ・ムッソ                                | フェラーリ              | 90     | +25.6               | 10       | 6        |
| 3       | 10  | マイク・ホーソーン                            | フェラーリ              | 90     | +42.8               | 5        | 4        |
| 4       | 16  | モーリス・トランティニアン ピーター・コリンズ | フェラーリ              | 88     | +2 Laps             | 9        | 3 2 0 2  |
| 5       | 36  | ロイ・サルヴァドーリ                          | クーパー-クライマックス | 85     | +5 Laps             | 15       | 2        |
| 6       | 38  | ボブ・ジェラード                              | クーパー-ブリストル     | 82     | +8 Laps             | 18       |          |
| 7       | 22  | スチュアート・ルイス＝エヴァンズ              | ヴァンウォール          | 82     | +8 Laps             | 6        |          |
| 8       | 32  | アイヴァー・ビューブ                          | マセラティ              | 71     | +19 Laps            | 19       |          |
| Ret     | 34  | ジャック・ブラバム                            | クーパー-クライマックス | 74     | クラッチ            | 13       |          |
| Ret     | 4   | ジャン・ベーラ                                | マセラティ              | 69     | クラッチ            | 2        |          |
| Ret     | 12  | ピーター・コリンズ                            | フェラーリ              | 53     | 水漏れ              | 8        |          |
| Ret     | 18  | スターリング・モス トニー・ブルックス         | ヴァンウォール          | 51     | エンジン            | 1        |          |
| Ret     | 2   | ファン・マヌエル・ファンジオ                  | マセラティ              | 49     | エンジン            | 4        |          |
| Ret     | 24  | ジャック・フェアーマン                        | BRM                     | 46     | エンジン            | 16       |          |
| Ret     | 26  | レス・レストン                                | BRM                     | 44     | エンジン            | 12       |          |
| Ret     | 6   | ハリー・シェル                                | マセラティ              | 39     | 水ポンプ            | 7        |          |
| Ret     | 8   | カルロス・メンディテギー                      | マセラティ              | 35     | トランスミッション  | 11       |          |
| Ret     | 28  | ヨアキム・ボニエ                              | マセラティ              | 18     | ギアボックス        | 17       |          |
| DNS     | 30  | ホレース・グールド                            | マセラティ              |        | 予選でアクシデント  | 14       |          |
| ソース: |     |                                               |                         |        |                     |          |          |

追記
- ^1 – ファステストラップの1点を含む
- ^2 – トランティニアンとコリンズは車両を共有して4位に入賞したが、コリンズは十分な周回数を走っていないと判断されたため、トランティニアンに3点が与えられた

## 注記
- 車両共有:
  - 20号車: トニー・ブルックス(26周)、スターリング・モス(64周)。優勝したため、2人に4点（モスはファステストラップを記録したためさらに1点）が与えられた。
  - 16号車: モーリス・トランティニアン(85周)、ピーター・コリンズ(3周)。4位に入賞したが、コリンズは十分な周回数を走っていないと判断されたため、トランティニアンに3点が与えられた。
  - 18号車: スターリング・モス(25周)、トニー・ブルックス(26周)
- F1最終出走: ボブ・ジェラード、レス・レストン
- F1キャリア初:
  - ドライバー:
    - トニー・ブルックス - 初勝利
    - ロイ・サルヴァドーリ - 初入賞(5位)

  - コンストラクター:
    - ヴァンウォール - 初勝利、初ポールポジション、初ファステストラップ。いずれもイギリス車にとって初の快挙だった。

  - エンジン:
    - コヴェントリー・クライマックス - 初入賞(5位)

## 第5戦終了時点のランキング
ドライバーズ・チャンピオンシップ
|   | 順位 | ドライバー                   | ポイント |
| - | ---- | ---------------------------- | -------- |
|   | 1    | ファン・マヌエル・ファンジオ | 25       |
| 1 | 2    | ルイジ・ムッソ               | 13       |
| 3 | 3    | トニー・ブルックス           | 10       |
| 2 | 4    | サム・ハンクス               | 8        |
| 1 | 5    | ジム・ラスマン               | 7        |

- 注:  トップ5のみ表示。ベスト5戦のみがカウントされる。